# 早稲田大学本源氏物語
早稲田大学本源氏物語（わせだだいがくほんげんじものがたり）とは、源氏物語の写本。現在早稲田大学の所蔵であるためこの名称で呼ばれる。本写本は三条西実枝（実世、実澄、永正8年8月4日（1511年8月27日） - 天正7年1月24日（1579年2月19日））の筆と伝えられていることから「伝三条西実枝筆源氏物語」と呼ばれることもある。ただし後述の理由から三条西実枝の筆ではないと考えられている。

## 概要
三条西家旧蔵とされ、現在は早稲田大学図書館に「貴重資料」として所蔵されている。54帖の揃い本で、綴葉装の表紙には金茶色に桜の花が織り込まれた緞子が使われており、中央の題箋には金泥をひいた紙が用いられている。嫁入本の形態を持ち、蒔絵の描かれた豪華な小箪笥に収められており、全体として非常に美しい作りになっている。本文は三条西家本系統の青表紙本である。

### 表紙裏の反故
本写本を多数の反故を表紙裏に含んでおり、これらの反故は江戸時代初期の写本制作事情を知ることができる貴重な資料になっている。反故の中には本写本の書写と同筆の「源氏物語」の反古が複数含まれていることから、現在附されている表紙は書写と同時に作成されたものであることがわかる。また反古に使用されている文書（柏木）の中に三条西実枝没後の慶長9年（1604年）に成立した『兵主大明神縁起』についての記述があるため、この写本は実枝筆ではないと考えられる。

## 校本への採用
本写本は『校異源氏物語』・『源氏物語大成校異編』や『源氏物語別本集成』といった主要な校本には採用されていない。

## 影印・翻刻
本写本についてはごくわずかの影印が明らかにされているだけで、翻刻は本文そのものについては全く存在しないものの、表紙裏反故については翻刻が存在する。